# Hashem Bathayi Golpayegani

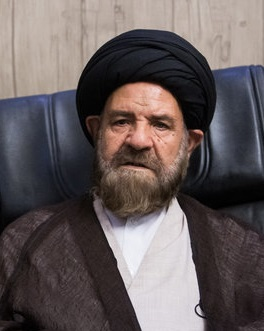
Hashem Bathayi Golpayegani (2018)

Hashem Bathayi Golpayegani (* 24. März 1941; † 16. März 2020 in Ghom) war ein schiitischer Geistlicher im Range eines Ajatollahs und Mitglied des Expertenrates der Islamischen Republik Iran. Er vertrat im Expertenrat die Stadt Tehran.
Hashem Bathayi Golpayegani starb am 16. März 2020 im Alter von 79 Jahren, nachdem er zwei Tage zuvor in ein Krankenhaus mit Symptomen von COVID-19 eingeliefert worden war.